# Cañada de Benatanduz

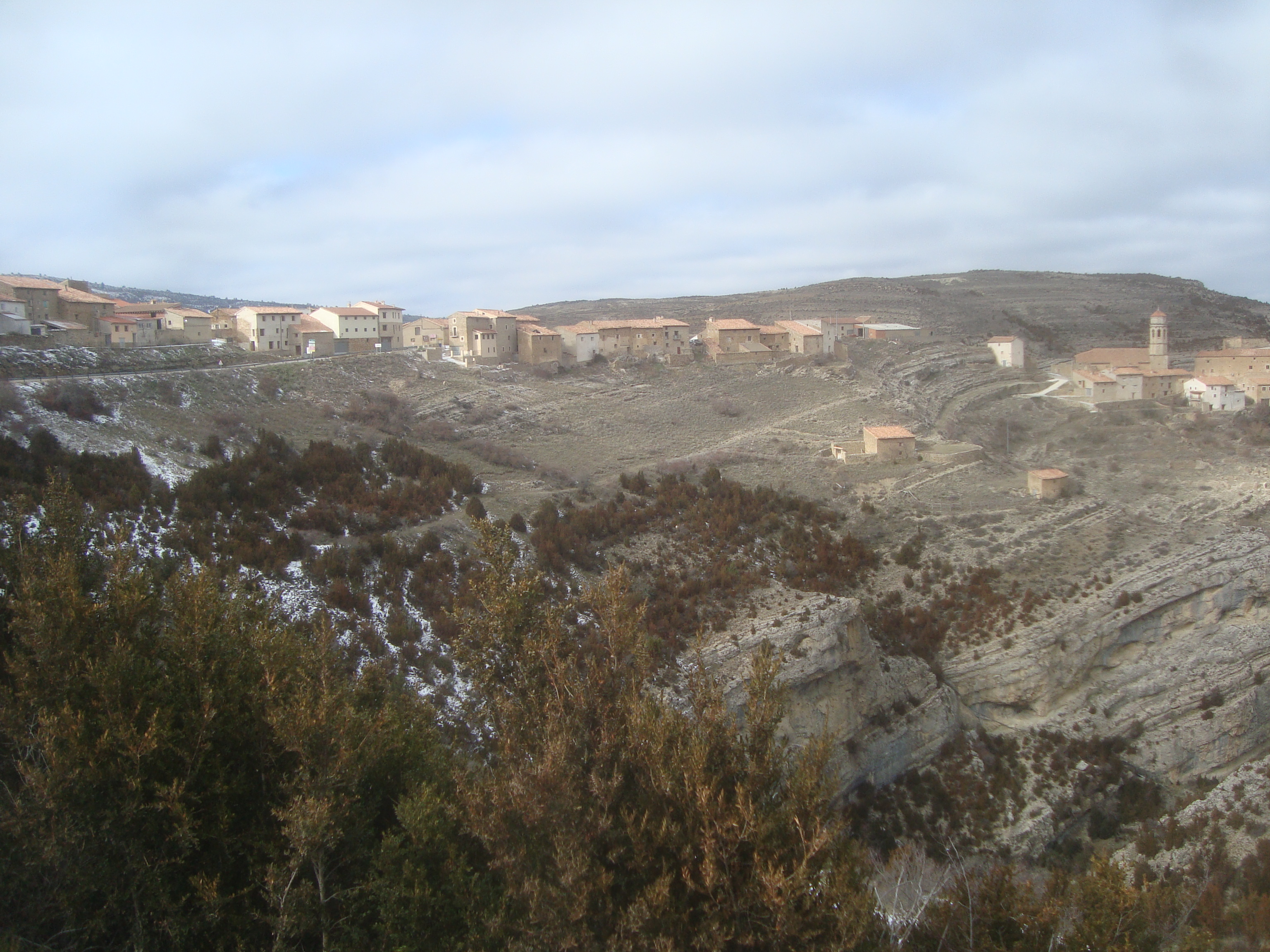
Cañada de Benatanduz

Cañada de Benatanduz là một đô thị trong tỉnh Teruel, Aragon, Tây Ban Nha. Theo điều tra dân số 2004 (INE), đô thị này có dân số là 64 người.

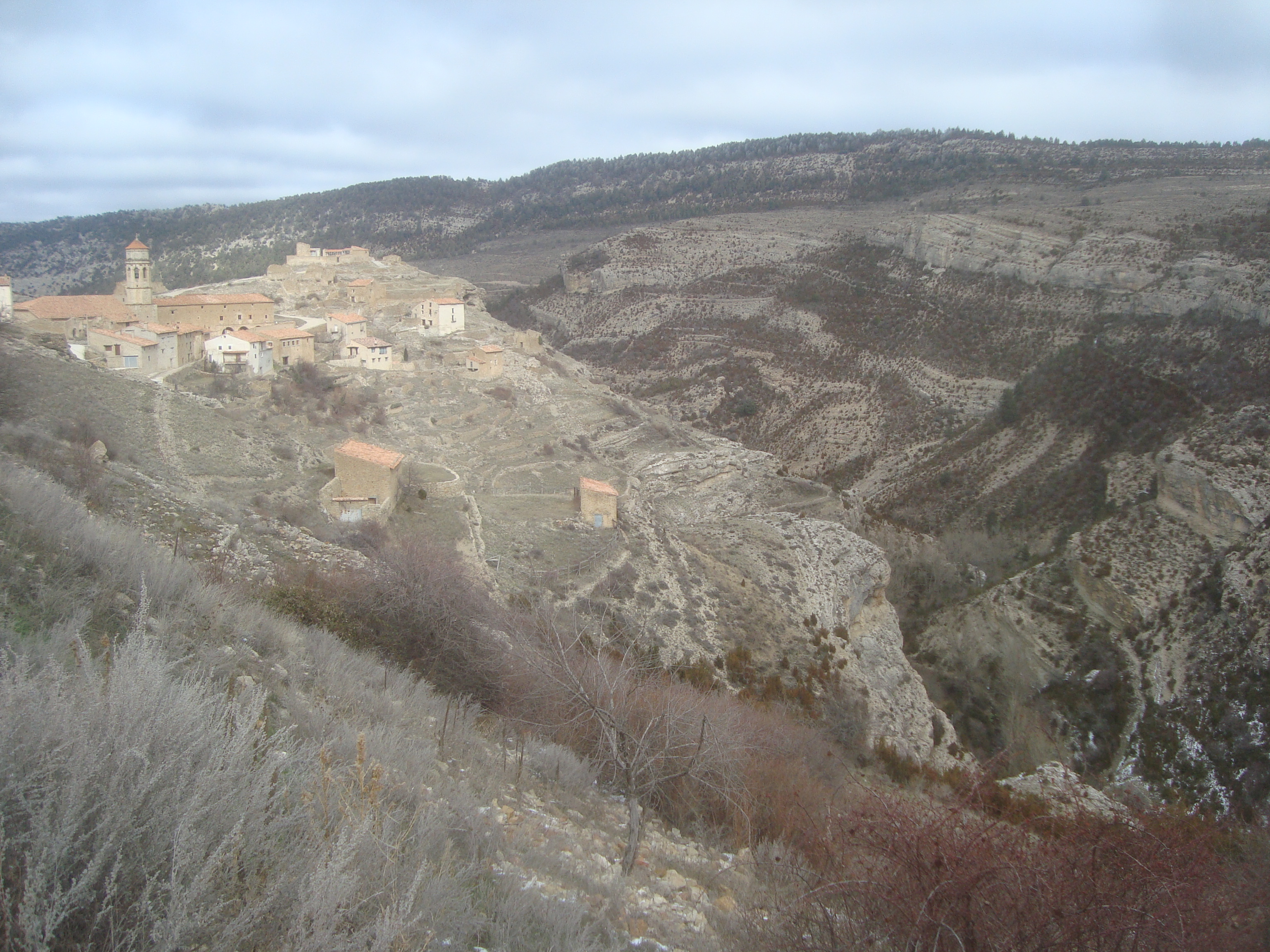
Cañada de Benatanduz